# South Petherton
South Petherton is een civil parish in het bestuurlijke gebied South Somerset, in het Engelse graafschap Somerset met 3367 inwoners.

## Geboren
- John Harding (1896-1989), maarschalk en 1955 tot 1957 gouverneur van Cyprus

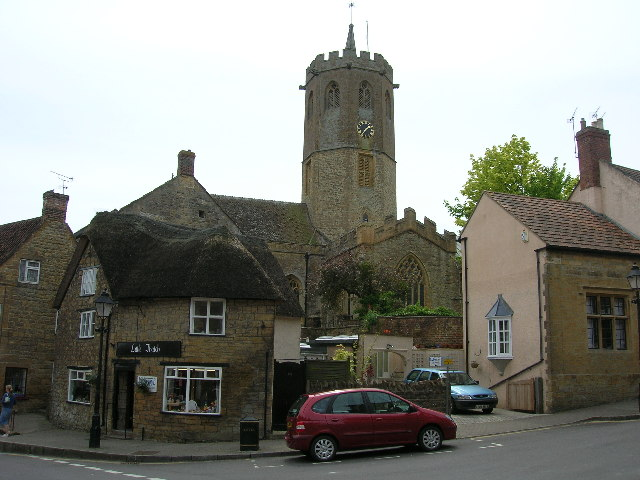
Kerk van South Petherton